# Regina Anne-Marie a Greciei
Regina Anne-Marie a Greciei (greacă Άννα-Μαρία Βασίλισσα των Ελλήνων; n. 30 august 1946, Copenhaga) este din 1964 soția regelui Constantin al II-lea al Greciei, care a fost detronat prin referendumurile din 1973 și 1974. Titlul ei de "Regină a Greciei" nu este recunoscut în termenii constituției republicane a Greciei. Totuși, precedentul internațional este că foștii titulari ai unor posturi continuă să dețină titlul – ca o curtoazie – tot timpul vieții.